# Museo Nacional Antropológico Eduardo López Rivas
El Museo Nacional Antropológico “Eduardo López Rivas” es uno de los principales espacios museísticos de Bolivia dedicados a la preservación, investigación y difusión del patrimonio arqueológico, etnográfico y folclórico de la región del Altiplano. Fundado el 1 de noviembre de 1959 en la ciudad de Oruro, el museo reúne valiosas colecciones prehispánicas y contemporáneas, con especial énfasis en las culturas del altiplano sur andino y en las expresiones tradicionales del Carnaval de Oruro.

## Historia
El museo fue fundado el 1 de noviembre de 1959 con el nombre de Museo Arqueológico Municipal de Oruro, gracias al impulso del historiador y arqueólogo Eduardo López Rivas y del investigador Luis Guerra Gutiérrez, bajo la gestión municipal de Lorenzo Ramírez Vásquez. En sus primeros años, contó con el respaldo de académicos como la antropóloga Julia Elena Fortún. 
En 1990, mediante Resolución Ministerial N.º 2288, el repositorio fue elevado al rango de Museo Nacional Antropológico, adoptando oficialmente el nombre de su fundador. Ese mismo año, se inauguraron importantes ampliaciones financiadas con el apoyo de la República Federal de Alemania y la gestión de la cónsul honoraria Rosemarie Schmidt de Cederberg.
Durante el año 2015, el museo experimentó un proceso de restauración integral, orientado a modernizar su infraestructura y ofrecer una experiencia educativa más dinámica a los visitantes.

## Ubicación y arquitectura
El museo está ubicado en la calle España esquina Capitán Barriga, ciudad de Oruro, Bolivia. Su infraestructura ha sido progresivamente adaptada para albergar exposiciones permanentes, espacios de conservación y actividades culturales. Cuenta con dos grandes secciones de exposición distribuidas en múltiples salas temáticas.

## Colecciones y patrimonio
El repositorio está dividido en cuatro áreas principales: arqueología, etnomusicología, etnografía y folclore. Su colección incluye:
- Piezas líticas y cerámicas de culturas precolombinas como Wankarani (1500–1200 a. C.), Chiripa, Tiwanaku y Chipaya.
- Chullpares (entierros andinos), instrumentos musicales indígenas tradicionales y una vivienda Uru Chipaya a escala real.
- Una extensa muestra de máscaras del Carnaval de Oruro, considerada la mayor colección sobre su evolución histórica en el siglo XX.
- Objetos representativos de la cultura musical andina, como sikus, tambores y flautas autóctonas.[8]

## Salas de exposición

#### Sección General:
- Sala 1 (Paleontología y Período Arcaico): Restos fósiles de fauna prehistórica y evidencias de los primeros grupos humanos en Oruro.
- Sala 2 (Cultura Wankarani): Esculturas pétreas y objetos de una de las primeras culturas sedentarias del altiplano.
- Sala 3 (Prácticas funerarias): Cráneos deformados, trepanaciones y chullpas.
- Sala 4 (Culturas Tiwanaku, Aymara e Inca): Cerámica, armas y textiles.
- Sala 5 (Etnología): Muestra de la cultura Chipaya y su vivienda tradicional, además de instrumentos musicales andinos.
- Sala 6 (Folklore y máscaras): Trajes y máscaras del Carnaval de Oruro, Patrimonio Oral e Intangible de la Humanidad.[9]

## Sección Especializada:
Dedicada exclusivamente a La Diablada, danza emblemática del Carnaval de Oruro. Incluye tres salas con:
- Máscaras contemporáneas.
- Trajes representando los siete pecados capitales y distintas fraternidades.
- Personajes alegóricos como el arcángel Miguel, Satanás, el oso, el cóndor y las chinas.[9]